# Полстер, Виктор
Виктор Полстер (фр. Victor Polster; род. 2002, Брюссель, Бельгия) — бельгийский актер и танцовщик.

## Биография
Виктор Полстер родился в 2002 году в Брюсселе, Бельгия. Учился танцам в Королевской школе балета в Антверпене.
В 2018 году 16-летний Полстер дебютировал как киноактёр, сыграв главную роль трансгендерной девушки балерины Лары в дебютном полнометражном фильме режиссера Лукаса Донта «Девочка».. Лента была представлена в конкурсной программе «Особый взгляд» на 71-м Каннском международном кинофестивале и была отмечена «Золотой комерой» за лучший дебютный фильм, Призом ФИПРЕССИ и премией «Queer Palm» за лучший фильм ЛГБТ-тематики; Виктор Полстер получил премию «Особого взгляда» за лучшую актёрскую игру. В июле 2018 года Полстер получил премию за лучшую актерскую игру на 9-м Одесском международном кинофестивале, где фильм «Девочка» участвовал в международной конкурсной программе.